# Museu memorial i biblioteca Nehru
El Museu memorial i biblioteca Nehru (NMML) és un conjunt format per un museu i una biblioteca a Nova Delhi, India, que pretén conservar i reconstruir la història del moviment d'independència indi. Ubicat a la residència del primer ministre indi, és una institució autònoma que depèn del ministeri de cultura indi. Es va fundar el 1964 després de la mort del primer primer ministre de l'Índia, Jawaharlal Nehru. Impulsa la recerca acadèmica en història moderna i contemporània. És el millor museu sobre el primer ministre indi i els seus arxius contenen els escrits de Mohandas Gandhi, així com els papers privats de C. Rajagopalachari, B. C. Roy, Jayaprakash Narayan, Choudhary Charan Singh, Sarojini Naidu i Rajkumari Amrit Kaur. El març de 2010 es va iniciar un procés de digitalització dels arxius que el juny del 2011 havia escanejat 867,000 pàgines manuscrites i 29,807 fotografies, i els usuaris de la pàgina web de la biblioteca s'havien descarregat 500.000 arxius. Entre les publicacions del centre destaca el Selected Works of Jawaharlal Nehru, Man of Destiny de Ruskin Bond, Nehru Anthology (1980) i Nehru Anthology.
El centre ha donat beques per impulsar la investigació a acadèmics com l'historiador Ramachandra Guha i el cap de la comissió d'informació de Kejriwal. És una de les millors biblioteques de Delhi pel que fa a les Ciències Socials i té una gran col·lecció de publicacions periòdiques. El 26 d'abril de 2016 una daga que havia estat un obsequi del primer ministre Jawaharlal Nehru d'Aràbia Saudí va ser robat del museu. L'incident es va conèixer quan un visitant va alertar d'un vidre trencat.